# Ивановское (сельское поселение деревня Глухово)
Ивановское — деревня в Медынском районе Калужской области России. Входит в состав сельского поселения «деревня Глухово».

## География
Расположена на реке на безымянном притоке реки Мисида. Рядом —  Фёдоровка, Воскресенки и Фетинино.

## История
По данным на 1859 год, Ивановская — владельческая деревня Медынского уезда, расположенная по правую сторону транспортного Верейского тракта. В ней 12 дворов и 130 жителей.
После реформ 1861 года Ивановское вошло в Глуховскую волость. Население в 1892 году — 143 человека, в 1912 году — 162 человека.

## Население
| 2002 | 2010 |
| ---- | ---- |
| 25   | ↘14  |